# Mors lilla lathund
Mors lilla lathund är en barnsång med text skriven av Astrid Lindgren och med musik av Georg Riedel.

## Inspelningar
En tidig inspelning gjordes av Wooffisarna & Lill-Babs, och gavs ut på skivalbumet Wooffisarna & Lill-Babs 1980.

### Fotnoter
1. ↑  ”Svensk mediedatabas”. http://smdb.kb.se/catalog/id/001891483. Läst 19 maj 2011.